# Veliki Rigelj
Veliki Rigelj – wieś w Słowenii, w gminie Dolenjske Toplice. W 2018 roku liczyła 24 mieszkańców.